# François Burnens
François Burnens (24 août 1760–22 juin 1837) est un naturaliste suisse, collaborateur de François Huber.

## Biographie
François Burnens est né à Oulens-sous-Échallens dans le canton de Vaud.
François Huber, qui était aveugle, parle de lui à la première page de la préface de son œuvre majeure Nouvelles observations sur les abeilles :

« En publiant mes observations sur les abeilles, je ne dissimulerai point que ce n'est pas de mes propres yeux que je les ai faites. Par une suite d'accidents malheureux, je suis devenu aveugle dans ma première jeunesse ; mais j'aimais les sciences, et je n'en perdis pas le goût en perdant l'organe de la vue. Je me fis lire les meilleurs ouvrages sur la physique et sur l'histoire naturelle : j'avais pour lecteur un domestique (François Burnens né dans le Pays de Vaud) qui s'intéressait singulièrement à tout ce qu'il me lisait : je jugeai assez vite par ses réflexions sur nos lectures, et par les conséquences qu'il savait en tirer, qu'il les comprenait aussi bien que moi, et qu'il était né avec les talents d'un observateur. »

Dans ses écrits, Huber mentionnera souvent Burnens, qui est pour lui, selon les frères Haag, « à la fois un ami, un lecteur, un secrétaire et un prosecteur plein de zèle et de sagacité ».
Burnens entre au service des époux Huber vers 1780. François Huber a déjà commencé à étudier les abeilles. Burnens est un domestique et il sait lire ; alors il lit pour Huber, qui juge « assez vite », dit-il, qu'il peut faire beaucoup mieux : Burnens lisait « le livre, le commentait, le critiquait, tirait des conséquences et indiquait des vérifications à faire ». Huber le forme à la tâche qu'il entrevoit pour lui. Bientôt Burnens se passionne pour la science ; il ne sera pas seulement les yeux d'Huber, mais aussi ses mains, car c'est lui qui bâtira ce qui est nécessaire aux expériences. Quand paraît le tome premier des Observations sur les abeilles en 1792, l'histoire de cet aveugle, de son épouse aimante et du sagace et fidèle Burnens fait le tour de l'Europe : le couple Huber est cité comme un modèle et l'on fait même des vers sur le « domestique » : le mystère des noces des reines abeilles, dit l'abbé Delille,
L'aveugle Huber l'a vu par les regards d'autrui,
Quinze années passent ainsi. En 1785, Burnens retourne dans son pays vaudois. Est-il « rappelé au sein de sa famille par ses affaires domestiques », comme l'écrit Huber ? Des problèmes financiers, peut-être, forcent les Huber à se passer de domestique ? Avec philosophie, et peut-être une pointe d'amertume, Huber ajoute à une lettre de Burnens qu'il transmet au professeur Pictet : « vous conviendrez qu'il est dommage que l'instrument que j'avais pris quelque peine à aiguiser ne soit plus entre mes mains. Burnens est juge de paix à présent ; il ne perd pas son temps, sa vie entière est employée à empêcher ses compatriotes de se manger le blanc des yeux et de se ruiner en procès ; je n'avais pas deviné que mes leçons le mèneraient là ».
Burnens est remplacé par l'épouse, Marie-Aimée, puis le fils, Pierre. Mais la reconnaissance ne s'éteint pas : quand Pierre Huber écrit son avant-propos de l'éditeur pour le tome second des Nouvelles observations sur les abeilles, en 1814, il mentionne du même souffle et son père et Burnens.
La collaboration non plus n'est pas tout à fait finie. Faite d'abord oralement, elle se poursuit par écrit, et cela nous donne l'occasion d'entendre la voix même du domestique devenu entomologiste. En 1827 — Burnens est dans la soixantaine avancée — Huber s'adresse encore à lui « pour examiner la morphologie d’abeilles qu’il a reçues de Guadeloupe ».

## Lettres
- Lettre du 3 février 1797, dans Fragments d'Hubert [sic] sur les abeilles
- Lettre de François Burnens à Huber, 21 octobre 1804 (« Observations sur le Sphinx atropos »), dans Revue internationale d'apiculture, vol. 7–8, 1885, p. 86 — Le Sphinx atropos (Acherontia atropos) est plus souvent appelé Sphinx tête de mort.